# Coira
Coira (en alemán, Chur [ˈkuːr] o [ˈxuːr]; en italiano, Coira [ˈkɔi̯ɾa]; en romanche, oficialmente Cuira, en algunas variantes también Cuera [ˈkwerɐ] o Cuoira [ˈkwoi̯rɐ]; en francés, Coire [ˈkwaʁ]) es una ciudad y comuna suiza, capital del cantón de los Grisones y de la región de Plessur.
En 2017 la ciudad contaba con 35 038 habitantes. Las lenguas habladas, según el censo de 2000, son: el alemán, mayoritario, el italiano, con más de 2.000 hablantes, y el romanche, con poco más de un millar de hablantes.

## Historia
Con una historia de más de 5000 años, Coira es considerada la ciudad más antigua de Suiza. El nombre de Coira se deriva de los nombres celtas de kora, koria, que quieren decir "clan, tribu".
Hacia el año 15 a. C., Coira era la capital de la provincia romana de Recia (Rætia).  Un obispo de Coira fue mencionado por primera vez en el 451. Cuando los Grisones se convirtieron en cantón en 1803, Coira fue escogida como su capital.

## Geografía
La ciudad de Coira se sitúa en el valle del Rin, en el punto de encuentro entre las culturas latina y germánica. Las localidades de Araschgen, Lürlibad y Masans también pertenecen a la ciudad. Limita al norte con las comunas de Haldenstein y Trimmis, al este con Maladers, al sur con Churwalden, y al oeste con Domat/Ems y Felsberg.

## Lugares
Uno de los monumentos más emblemáticos de la ciudad es la catedral romano-gótica de Santa María de la Asunción, que data de los siglos XII-XIII. Lo peculiar de esta catedral es que desde su construcción ha sido constantemente ampliada en varios estilos y épocas. 
Deben destacarse Jürg Jenatsch, el palacio episcopal (Bischöflicher Hof), la iglesia de San Lucio y el Giger Bar diseñado por el artista suizo H. R. Giger. 

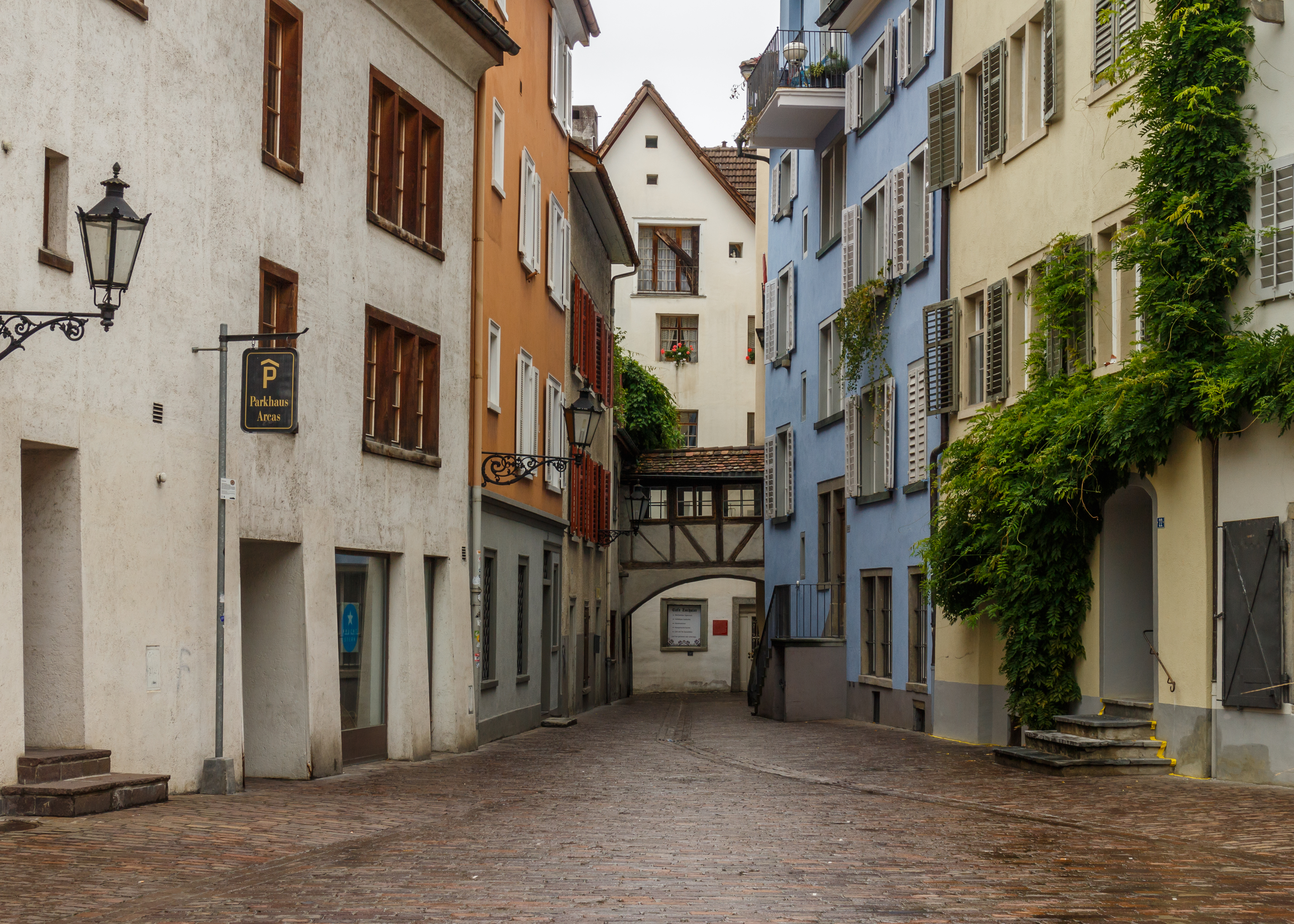
Centro histórico de Coira

También merece la pena visitar la Ciudad Vieja, el Museo de Recia, la galería de arte, así como el Museo Natural.

## Transporte
- Autopista A13 Sankt Margrethen-Bellinzona, salida 13
- Línea ferroviaria San Galo-Coira
- Línea ferroviaria Zúrich-Coira

## Medios de comunicación
Chur es la sede de Somedia con sus tres periódicos: Südostschweiz, Bündner Tagblatt y La Quotidiana, además del semanario Amtsblatt der Stadt Chur y la radio local Radio Südostschweiz.
En el edificio de SRG-SSR se encuentran los estudios centrales y la redacción de Radiotelevisiun Svizra Rumantscha, así como los estudios regionales y las redacciones de las radiotelevisiones en alemán (DRS) e italiano (RSI).

## Ciudades hermanadas
- Bad Homburg vor der Höhe (Alemania)
- Mondorf-les-Bains (Luxemburgo)
- Cabourg (Francia)
- Mayrhofen (Austria)
- Olathe (Estados Unidos)
- Terracina (Italia)